# Lill-Hästtjärnen
Lill-Hästtjärnen är en sjö i Bräcke kommun i Jämtland och ingår i Ljungans huvudavrinningsområde.